# Исторический музей (Франкфурт-на-Майне)
Истори́ческий музе́й Фра́нкфурта (нем. Historisches Museum) — исторический музей Франкфурта-на-Майне, расположенный в историческом центре города, на противоположном берегу реки от Музейной набережной. Экспозиция музея отражает историю и культуру Франкфурта с древнейших времен и до наших дней, являясь уникальной по численности и содержанию экспонатов.

## Описание и история музея
Исторический музей расположен в большом дворцовом комплексе, известном как Заальхоф (нем. Saalhof). Дворец был построен в XII веке, между ратушей Рёмер (нем. Römerberg) и главной набережной города. Комплекс состоит из пяти исторических зданий, а также современной конструкции, построенной между 1969 и 1972 годами, где и была расположена экспозиция музея до 2011 года. Облик современного здания музея вызвал многочисленные протесты. В 2011 году здание демонтировали, а вместо него построили новое малоэтажное здание с классической двускатной крышей, которое будет находиться в гармонии с прилегающими средневековыми зданиями. Строительство было завершено 7 октября 2017 года.

## Экспозиция

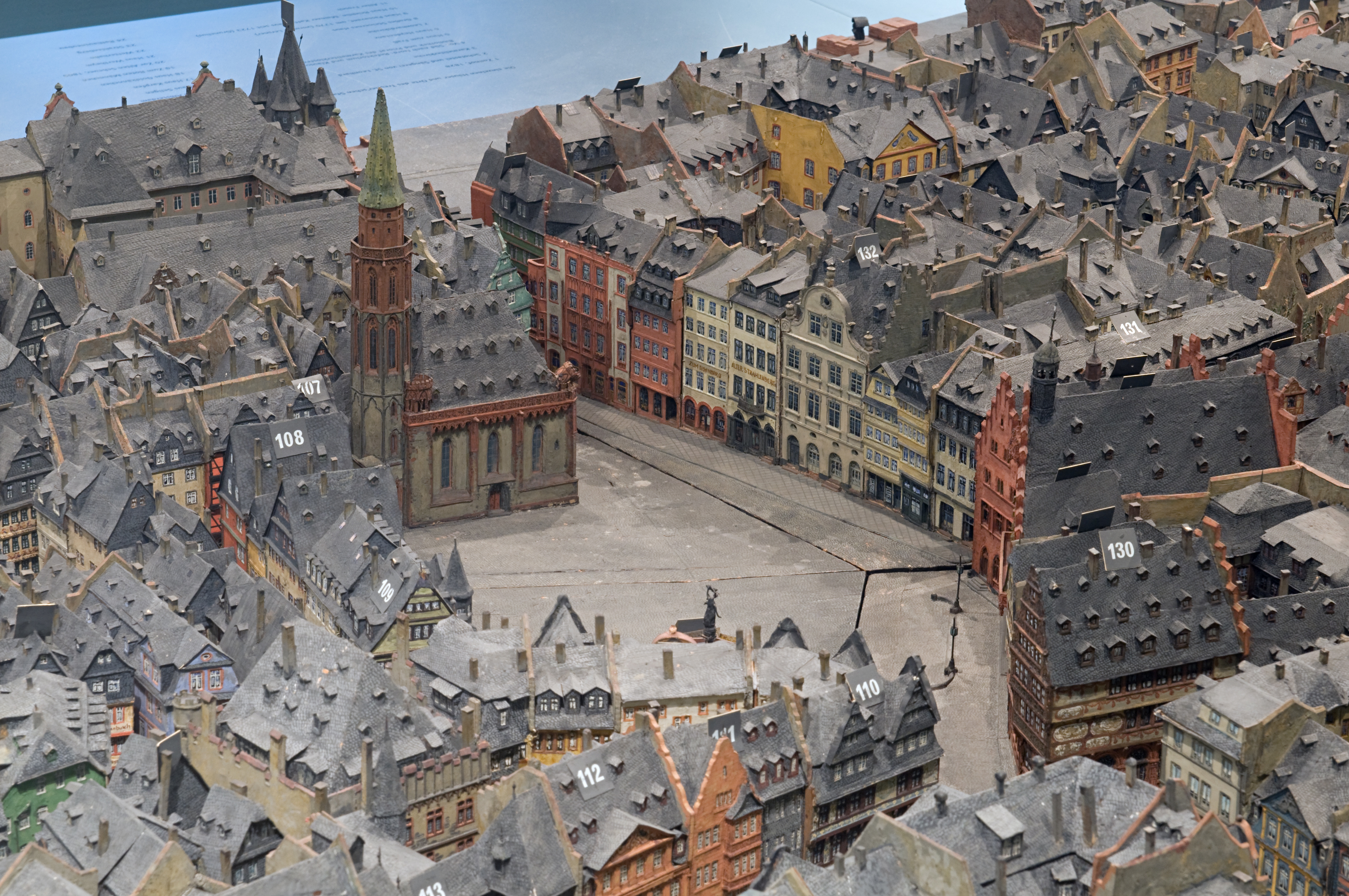
Модель исторического центра Франкфурта братьев Трунер, до бомбардировок 1944 года.

Экспозиция музея охватывает периоды от постройки в 1120 году капеллы Заальхофкапелле до сегодняшних дней.

### Тематические экспозиции
- «От Пфальца до раннего города»
- «Франкфурт в период позднего средневековья»
- «Историческая топография Франкфурта»
- «История от средних веков до сегодняшних дней»
- «Метрополия на Майне: история города от 1866 до 2001 года» — выставка демонстрирует экспонаты, свидетельствующие о истории города тех лет, например, о времени захвата домов или о болельщиках футбольной команды «Айнтрахт Франкфурт».
- «От приезжего до франкфуртца — иммиграция и сосуществование» — экспозиция показывает развитие городского общества до сегодняшнего многонационального образования.
- «Библиотека стариков» — биографическая ретроспектива современников представляет собой уникальное собрание воспоминаний.

Одним из наиболее популярных экспонатов исторического музея является набор из трех моделей города, созданных между 1926 и 1955 годами братьями Германом и Робертом Трунер. Самая большая модель показывает центральную часть средневекового Франкфурта. Две другие модели показывают центр города после его уничтожения в результате бомбардировок 1944 года и после его восстановления.